# Coincya monensis monensis
La verdura de la Isla de Man (Coincya monensis subsp. monensis) es una especie dentro de la familia de plantas Brassicaceae o verdura que se encuentra en los hábitat costeros de las islas del oeste de Gran Bretaña (desde el norte de Devon hasta Kintyre) y a lo largo de la costa de la Isla de Man.  

## Estatus de Conservación
Se estima que la especie crece de forma natural en solamente 22 lugares y es endémica de las islas británicas. Se enumera como especie británica nacionalmente escasa y está en riesgo serio de extinción. La especie era una vez abundante en la Isla de Man, por lo cual su nombre, sin embargo, por una razón desconocida su población se ha derrumbado a solamente algunos  individuo y plantas aisladas. En la Isla de Man, la sociación Manx Wildlife Trust comenzó a propagar la especie en sus invernaderos en 2006. Se espera que con esta iniciativa parará el declive de la especie y prevendrá su extinción. 

## Hábitat
La planta prefiere los suelos de consistencia ligeramente (arenosa), medios (margoso) y pesados de (arcilla), que deben estar bien  drenados con todo húmedos. La planta puede crecer en suelos  ácidos, neutros y alcalinos, en la semisombra (luz  de arbolado) o a pleno sol. 
C.M. monensis necesita las dunas de arena móviles donde el viento u otro erosión previene la cubierta gruesa de vegetación y permite las áreas libres de la cubierta de la vegetación para así C.M. monensis poder colonizarlas. El apisonamiento de los caminante puede ayudar a alcanzar este hábitat, por lo tanto C.M. monensis puede ser encontrado a menudo creciendo a lo largo de las sendas para peatones a través de las dunas costeras.

## Biología
La verdura de la isla de Man, es una planta dicotiledónea bienal y puede alcanzar una altura de 0.3 metros. Forma rosetones foliales que pueden alcanzar hasta un metro en diámetro.
Las flores tienen cuatro hojas, son hermafroditas y se polinizan por los insectos. C.M. monensis florece a partir de abril.

## Taxonomía
Coincya monensis subsp. monensis es una de las cinco subespecies de que consta la especie Coincya monensis.
El nombre de la especie en la lengua Manx es caayl Vannin, literalmente 'verdura Manx'. Fuera de las  islas británicas, la verduras de la Isla de Man también es conocida como la mostaza estrella, verdura florida de los muros, y coincya.  
En el nombre científico, el descriptor específico monensis es la designación Latina para Manx. En Latín, la Isla de Man así llamada Monapia.